# Beauronne
Pour les articles homonymes, voir Beauronne (homonymie).
Beauronne est une commune française située dans le département de la Dordogne, en région Nouvelle-Aquitaine.

## Géographie

### Généralités
Localisée à l'ouest du département de la Dordogne, la commune de Beauronne s'étend sur 19,24 km2, dont une grande partie en forêt de la Double.
Le bourg de Beauronne est situé, en distances orthodromiques, sept kilomètres au nord de Mussidan et douze kilomètres au sud-ouest de Saint-Astier. Il est implanté en rive droite de la Beauronne, au croisement des routes départementales 40 et 709 (l'ancienne route nationale 709).
Le sud de la commune est parcouru par le sentier de grande randonnée GR 646.

### Communes limitrophes
Beauronne est limitrophe de sept autres communes, dont Saint-Vincent-de-Connezac au nord, sur moins de 150 mètres. Au nord-est, son  territoire est distant de moins de 700 mètres de celui de Saint-Germain-du-Salembre.
| Saint-André-de-Double       | Saint-Vincent-de-Connezac | Saint-Jean-d'Ataux    |
| Saint-Étienne-de-Puycorbier | Beauronne                 | Douzillac             |
|                             | Saint-Front-de-Pradoux    | Saint-Louis-en-l'Isle |

### Géologie et relief

#### Géologie
Situé sur la plaque nord du Bassin aquitain et bordé à son extrémité nord-est par une frange du Massif central, le département de la Dordogne présente une grande diversité géologique. Les terrains sont disposés en profondeur en strates régulières, témoins d'une sédimentation sur cette ancienne plate-forme marine. Le département peut ainsi être découpé sur le plan géologique en quatre gradins différenciés selon leur âge géologique. Beauronne est située dans le quatrième gradin à partir du nord-est, un plateau formé de dépôts siliceux-gréseux et de calcaires lacustres de l'ère tertiaire.
Les couches affleurantes sur le territoire communal sont constituées de formations superficielles du Quaternaire et de roches sédimentaires datant pour certaines du Cénozoïque, et pour d'autres du Mésozoïque. La formation la plus ancienne, notée c5d, date du Campanien 4, des calcaires crayo-marneux grisâtres et des calcaires graveleux bioclastiques à orbitoides. La formation la plus récente, notée CFp, fait partie des formations superficielles de type colluvions indifférenciées de versant, de vallon et plateaux issues d'alluvions, molasses, altérites. Le descriptif de ces couches est détaillé dans  les feuilles « no 781 - Montpon-Ménestérol » et « no 782 - Mussidan » de la carte géologique au 1/50 000 de la France métropolitaine, et leurs notices associées,.

Carte géologique de Beauronne.

#### Relief et paysages
Le département de la Dordogne se présente comme un vaste plateau incliné du nord-est (491 m, à la forêt de Vieillecour dans le Nontronnais, à Saint-Pierre-de-Frugie) au sud-ouest (2 m à Lamothe-Montravel). L'altitude du territoire communal varie quant à elle entre 51 m au sud-est, là où la Beauronne quitte la commune pour servir de délimitation entre Saint-Louis-en-l'Isle et Saint-Front-de-Pradoux, et 150 m au sud, en forêt de la Double, au sud du lieu-dit les Janissoux.
Dans le cadre de la Convention européenne du paysage entrée en vigueur en France le 1er juillet 2006, renforcée par la loi du 8 août 2016 pour la reconquête de la biodiversité, de la nature et des paysages, un atlas des paysages de la Dordogne a été élaboré sous maîtrise d’ouvrage de l’État et publié en octobre 2020. Les paysages du département s'organisent en huit unités paysagères et 14 sous-unités. La commune fait partie de la Double, au sein de l'unité de paysage « La Double et le Landais », deux plateaux ondulés, dont la pente générale descend de l'est vers l'ouest. À l'est, les altitudes atteignent ainsi les 200 m pour les plus élevées (233 m au sud de Tocane-Saint-Apre). Vers l'ouest, le relief s’adoucit et les altitudes maximales culminent autour des 100 mètres. Les paysages sont forestiers aux horizons limités, avec peu de repères, ponctués de clairières agricoles habitées.
La superficie cadastrale de la commune publiée par l'Insee, qui sert de référence dans toutes les statistiques, est de 19,24 km2,,. La superficie géographique, issue de la BD Topo, composante du Référentiel à grande échelle produit par l'IGN, est quant à elle de 19,31 km2.

### Hydrographie

#### Réseau hydrographique
La commune est située dans le bassin de la Dordogne au sein du Bassin Adour-Garonne. Elle est drainée par la Beauronne, le ruisseau de la Boulbène, le ruisseau de Rieu Quérieu et par divers petits cours d'eau, qui constituent un réseau hydrographique de 24 km de longueur totale,.
La Beauronne, d'une longueur totale de 18,12 km, prend sa source dans la commune de Saint-Vincent-de-Connezac ; son bras oriental se jette en rive droite de l'Isle en limite de Saint-Front-de-Pradoux et de Saint-Louis-en-l'Isle, face à Sourzac,. Elle borde à l'est le territoire communal sur quatre kilomètres et demi, en plusieurs tronçons, face à Douzillac et Saint-Louis-en-l'Isle.
Son affluent de rive droite le ruisseau de Rieu Quérieu sert de limite naturelle au nord sur plus de trois kilomètres et demi, face à Saint-Jean-d'Ataux.
Affluent de rive gauche du Grolet, le ruisseau de la Boulbène marque la limite territoriale au nord-ouest sur plus de trois kilomètres et demi, face à Saint-André-de-Double et Saint-Étienne-de-Puycorbier.

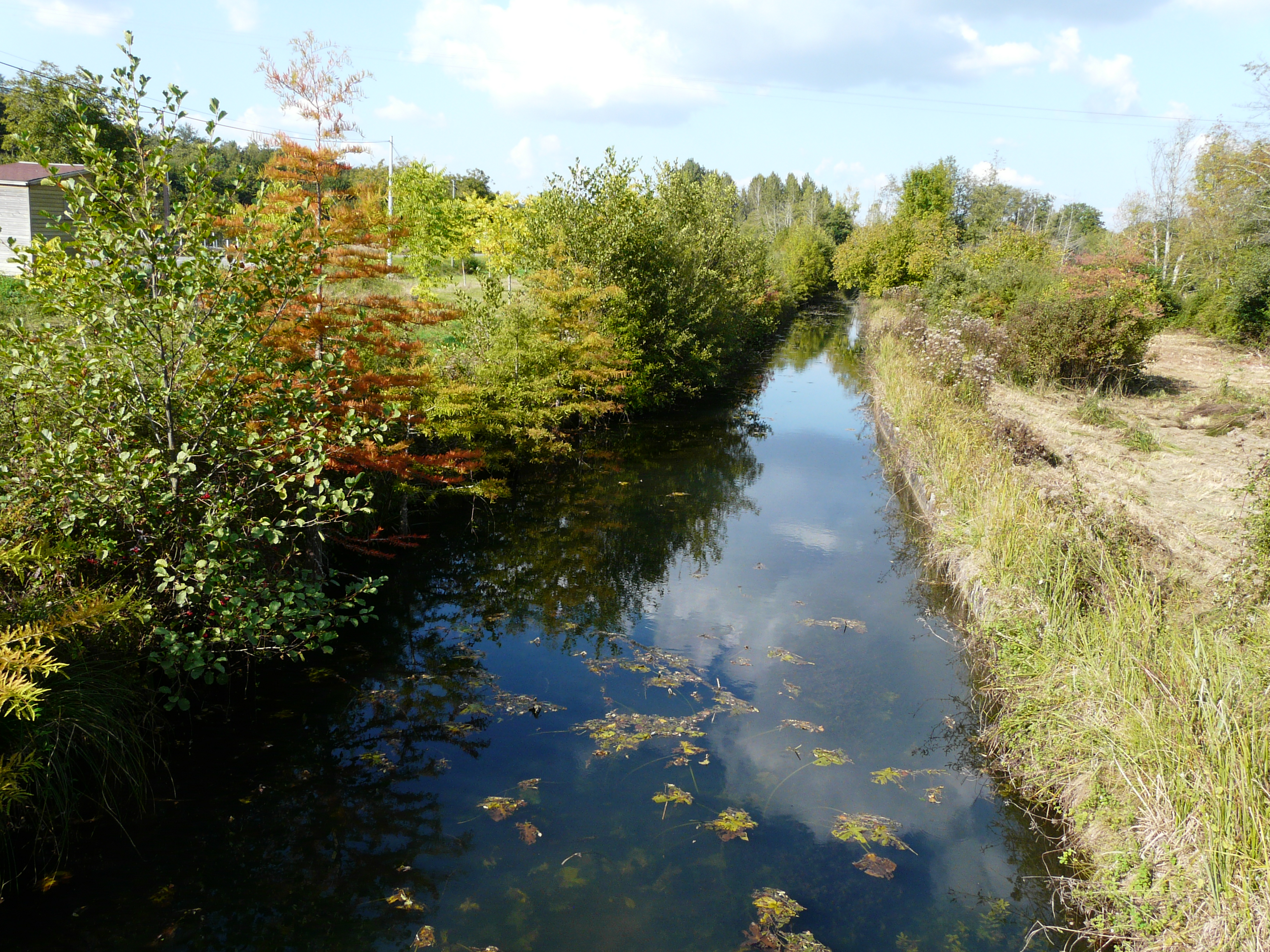
La Beauronne à Maine Moulin.
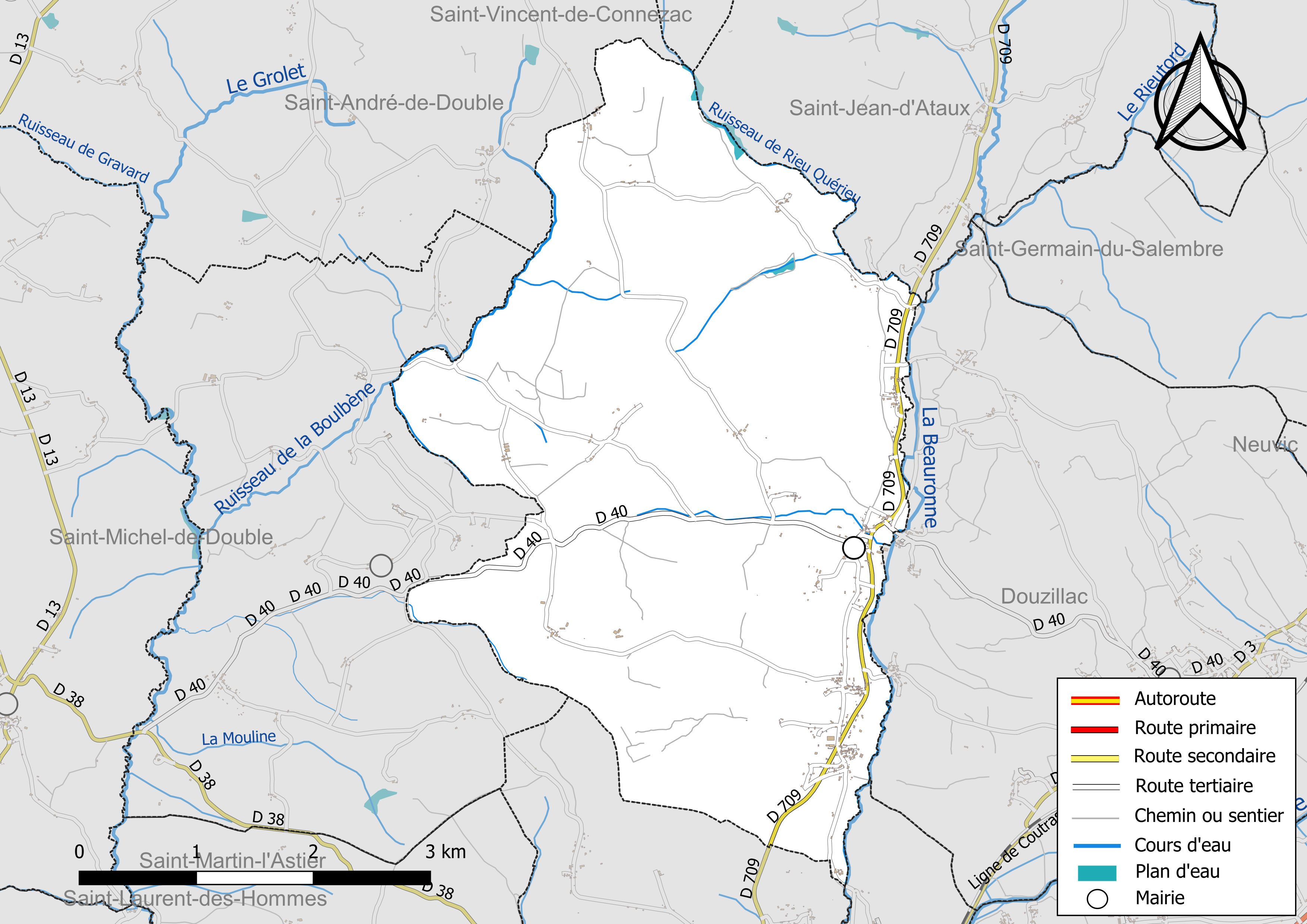
Réseaux hydrographique et routier de Beauronne.

#### Gestion et qualité des eaux
Le territoire communal est couvert par le schéma d'aménagement et de gestion des eaux (SAGE) « Isle - Dronne ». Ce document de planification, dont le territoire regroupe les bassins versants de l'Isle et de la Dronne, d'une superficie de 7 500 km2, a été approuvé le 2 août 2021. La structure porteuse de l'élaboration et de la mise en œuvre est l'établissement public territorial de bassin de la Dordogne (EPIDOR). Il définit sur son territoire les objectifs généraux d’utilisation, de mise en valeur et de protection quantitative et qualitative des ressources en eau superficielle et souterraine, en respect des objectifs de qualité définis dans le troisième SDAGE  du Bassin Adour-Garonne qui couvre la période 2022-2027, approuvé le 10 mars 2022.
La qualité des eaux de baignade et des cours d’eau peut être consultée sur un site dédié géré par les agences de l’eau et l’Agence française pour la biodiversité.

### Climat
Pour des articles plus généraux, voir Climat de la Nouvelle-Aquitaine et Climat de la Dordogne.
Historiquement, la commune est exposée à un climat océanique aquitain.  
En 2020, Météo-France publie une typologie des climats de la France métropolitaine dans laquelle la commune est dans une zone de transition entre le climat océanique et le climat océanique altéré et est dans la région climatique  Aquitaine, Gascogne, caractérisée par une pluviométrie abondante au printemps, modérée en automne, un faible ensoleillement au printemps, un été chaud (19,5 °C), des vents faibles, des brouillards fréquents en automne et en hiver et des orages fréquents en été (15 à 20 jours).
Pour la période 1971-2000, la température annuelle moyenne est de 12,5 °C, avec  une amplitude thermique annuelle de 15,2 °C. Le cumul annuel moyen de précipitations est de 885 mm, avec 12,5 jours de précipitations en janvier et 6,6 jours en juillet. Pour la période 1991-2020, la température moyenne annuelle observée sur la station météorologique la plus proche, située sur la commune de Saint-Martin-de-Ribérac à 15 km à vol d'oiseau, est de 13,5 °C et le cumul annuel moyen de précipitations est de 916,6 mm,. Pour l'avenir, les paramètres climatiques de la commune estimés pour 2050 selon différents scénarios d’émission de gaz à effet de serre sont consultables sur un site dédié publié par Météo-France en novembre 2022.

## Urbanisme

### Typologie
Au 1er janvier 2024, Beauronne est catégorisée commune rurale à habitat dispersé, selon la nouvelle grille communale de densité à 7 niveaux définie par l'Insee en 2022.
Elle est située hors unité urbaine et hors attraction des villes,.

### Occupation des sols
L'occupation des sols de la commune, telle qu'elle ressort de la base de données européenne d’occupation biophysique des sols Corine Land Cover (CLC), est marquée par l'importance des forêts et milieux semi-naturels (70 % en 2018), en diminution par rapport à 1990 (73,1 %). La répartition détaillée en 2018 est la suivante : 
forêts (69,5 %), zones agricoles hétérogènes (21,3 %), prairies (8 %), zones urbanisées (0,8 %), milieux à végétation arbustive et/ou herbacée (0,5 %). L'évolution de l’occupation des sols de la commune et de ses infrastructures peut être observée sur les différentes représentations cartographiques du territoire : la carte de Cassini (XVIIIe siècle), la carte d'état-major (1820-1866) et les cartes ou photos aériennes de l'IGN pour la période actuelle (1950 à aujourd'hui).

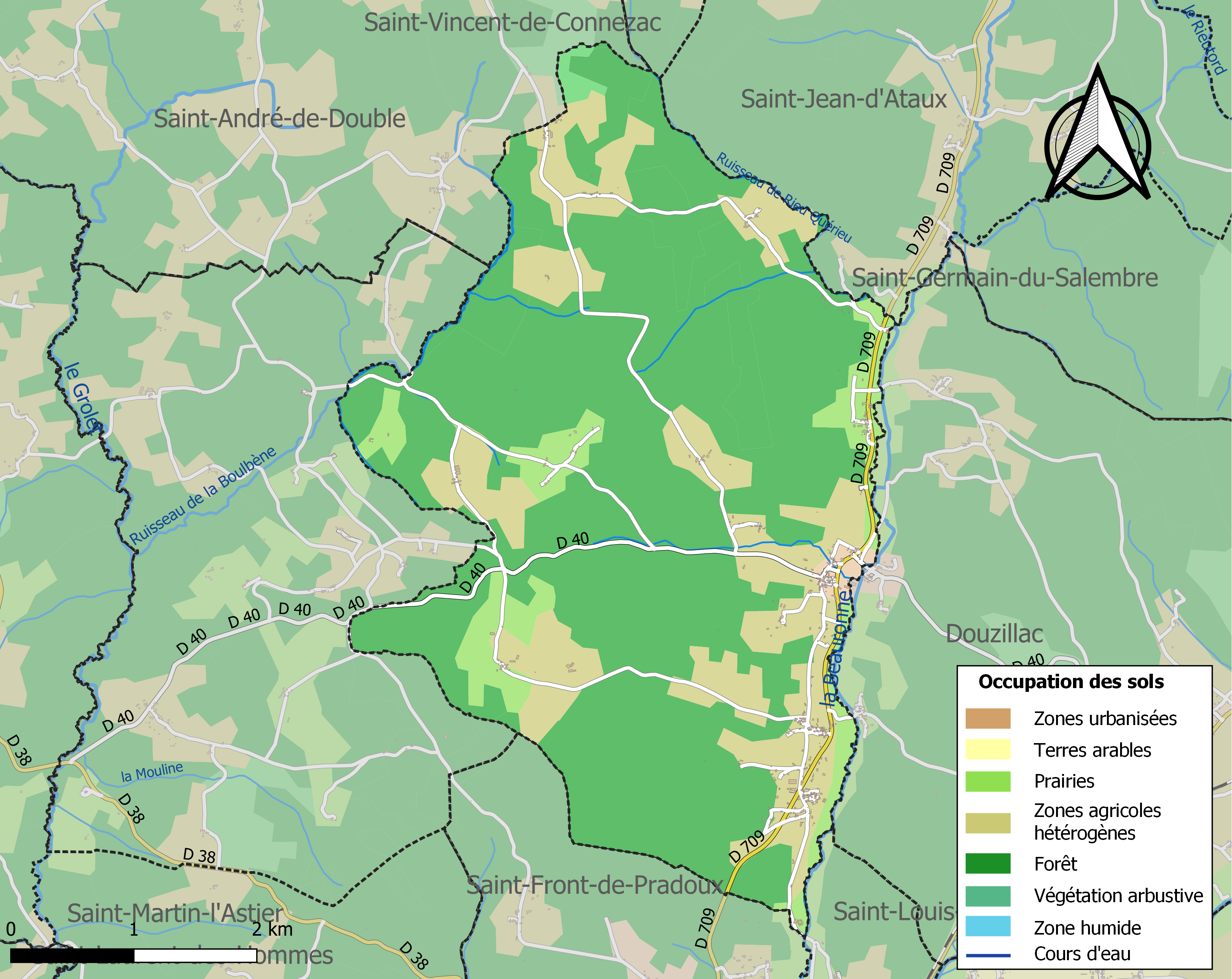
Carte des infrastructures et de l'occupation des sols de la commune en 2018 (CLC).

### Villages, hameaux et lieux-dits
Outre le bourg de Beauronne proprement dit, le territoire se compose d'autres villages ou hameaux, ainsi que de lieux-dits :
- les Aubéradoux
- les Blanchiéras
- la Boige
- Boissonnie
- Bontemps
- le Bos Cailloubo
- les Bouygeas
- le Breuil
- le Cambalou
- les Chaudières
- Combecure
- Coutancias
- Étang d'Éloi
- Étang d'Eyreau
- Faye
- la Font de Jean
- les Fontanelles
- la Forêt
- les Gautheries
- le Gourd
- Grand Tallet
- les Granges
- les Janissoux
- les Jargougnes
- les Lacauds
- Landrevie
- les Longes
- les Loubeaux
- Maine Moulin
- le Mas
- le Moulin de Faye
- le Moulin de Milliol
- Petit Tallet
- la Petite Faye
- le Peyrat
- Au Planèze
- le Pontet
- Renolphie
- Chez Ritoux
- les Roberties
- le Rocher
- Au Savoi
- le Terme
- le Terme de Barillon
- les Tuilières.

### Prévention des risques
Le territoire de la commune de Beauronne est vulnérable à différents aléas naturels : météorologiques (tempête, orage, neige, grand froid, canicule ou sécheresse), inondations, feux de forêts, mouvements de terrains et séisme (sismicité très faible). Un site publié par le BRGM permet d'évaluer simplement et rapidement les risques d'un bien localisé soit par son adresse soit par le numéro de sa parcelle.
Certaines parties du territoire communal sont susceptibles d’être affectées par le risque d’inondation par débordement de cours d'eau, notamment la Beauronne. La commune a été reconnue en état de catastrophe naturelle au titre des dommages causés par les inondations et coulées de boue survenues en 1982, 1986, 1999 et 2009,.
Beauronne est exposée au risque de feu de forêt. L’arrêté préfectoral du 14 mars 2013 fixe les conditions de pratique des incinérations et de brûlage dans un objectif de réduire le risque de départs d’incendie. À ce titre, des périodes sont déterminées : interdiction totale du 15 février au 15 mai et du 15 juin au 15 octobre, utilisation réglementée du 16 mai au 14 juin et du 16 octobre au 14 février. En septembre 2020, un plan inter-départemental de protection des forêts contre les incendies (PidPFCI) a été adopté pour la période 2019-2029,.

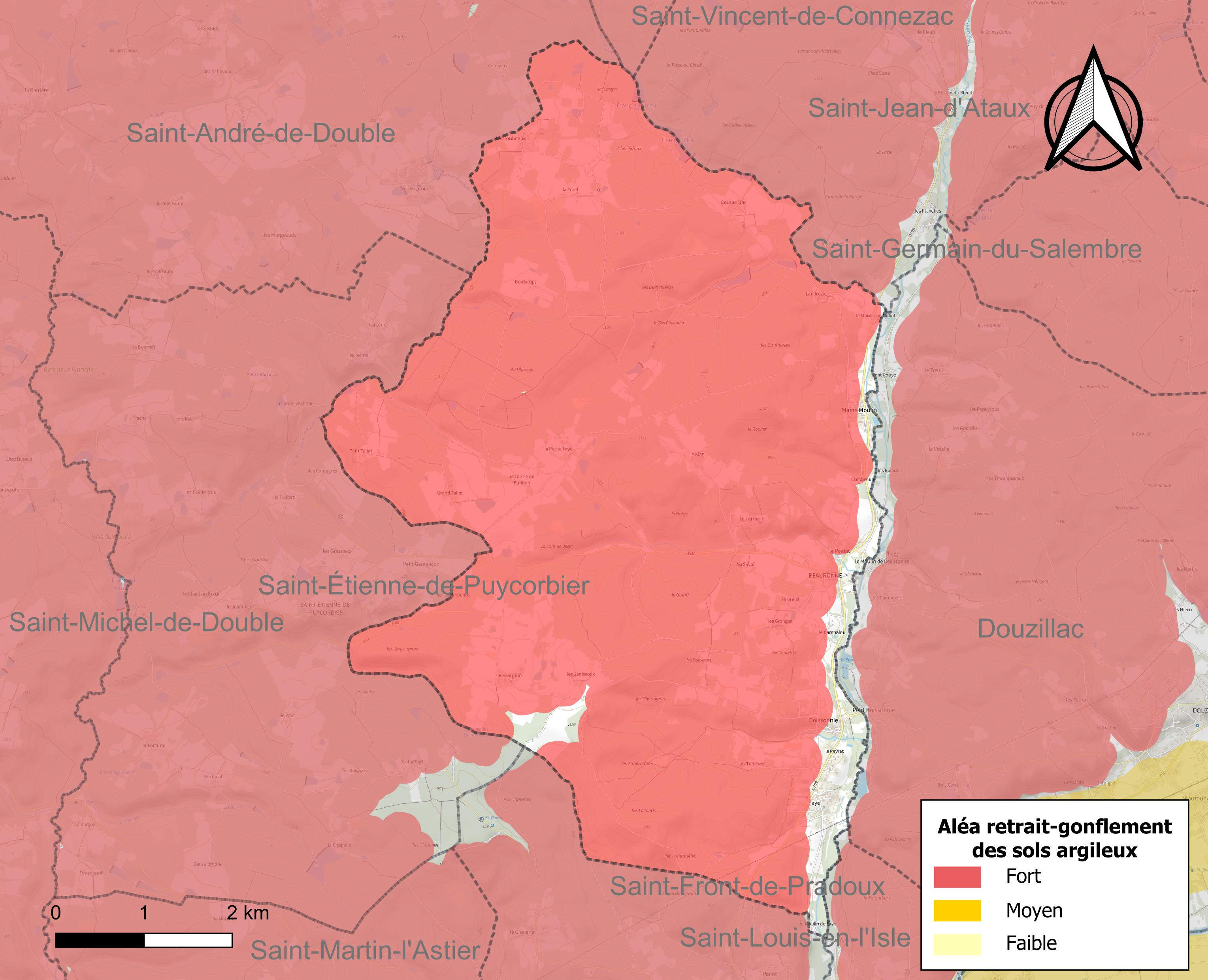
Carte des zones d'aléa retrait-gonflement des sols argileux de Beauronne.

Les mouvements de terrains susceptibles de se produire sur la commune sont des tassements différentiels. Le retrait-gonflement des sols argileux est susceptible d'engendrer des dommages importants aux bâtiments en cas d’alternance de périodes de sécheresse et de pluie. 94,7 % de la superficie communale est en aléa moyen ou fort (58,6 % au niveau départemental et 48,5 % au niveau national métropolitain). Depuis le 1er octobre 2020, en application de la loi ÉLAN, différentes contraintes s'imposent aux vendeurs, maîtres d'ouvrages ou constructeurs de biens situés dans une zone classée en aléa moyen ou fort,.
La commune a été reconnue en état de catastrophe naturelle au titre des dommages causés par la sécheresse en 1989 et 2005 et par des mouvements de terrain en 1999.

## Toponymie

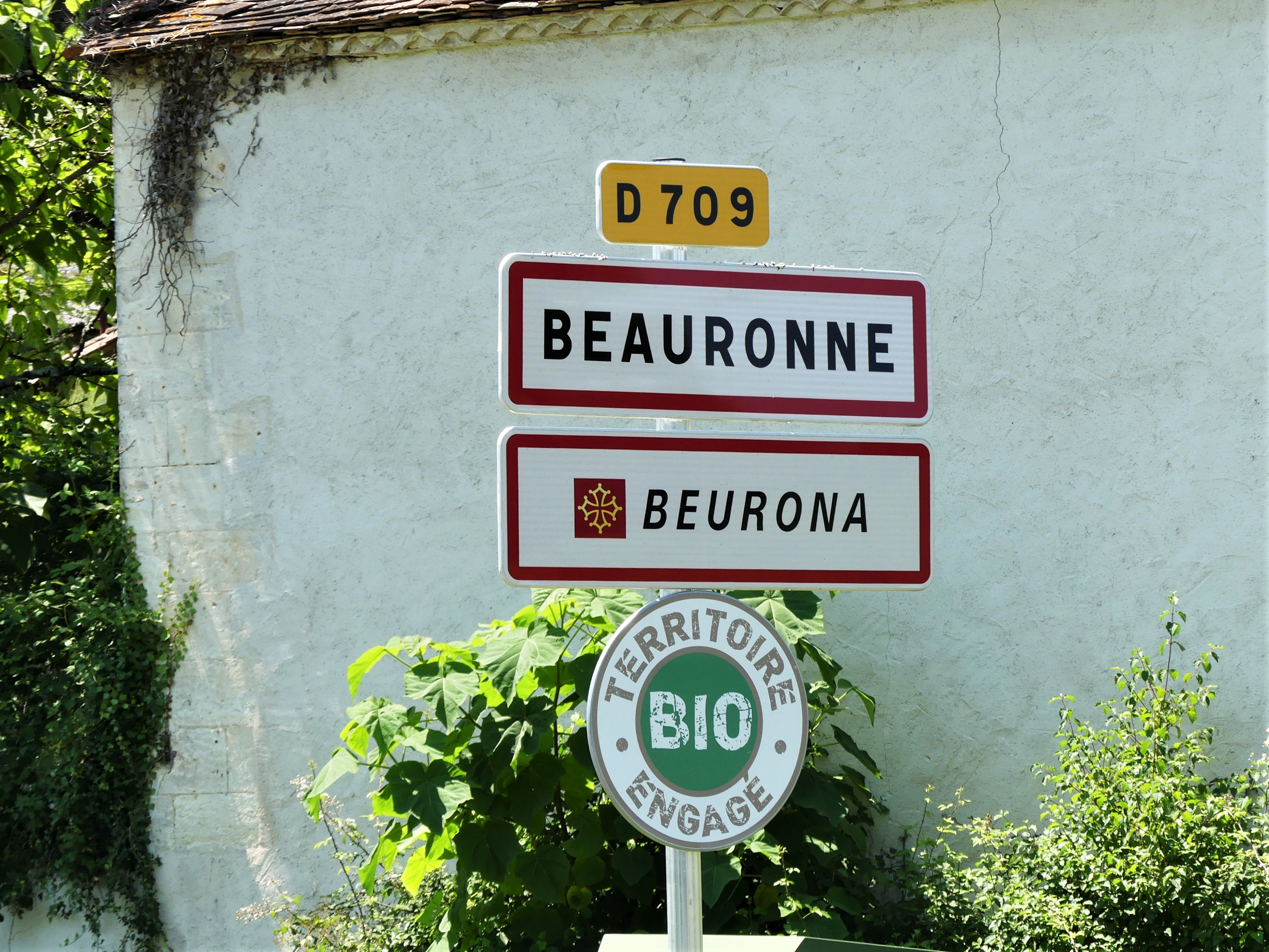
Panneau bilingue en français et occitan.

Le nom de la localité est attesté sous les formes Beorona au XIIIe siècle, sous sa forme occitane actuelle Beurona en 1320, Beaurone en 1760.
Son nom, identique au cours d'eau principal, contraction de bebros ou beber désignant le castor et de onna représentant le cours d'eau, est d'origine celtique.
Bebro(n)na signifie donc « la rivière des castors ».
En occitan, la commune porte le nom de Beurona.

## Histoire
Lors des premières années de la Révolution, la commune de Faye près Beauronne fusionne avec Bauronne qui prend le nom de Bauronne et Faye.
Bauronne-et-Faye change ensuite de nom et devient Beauronne.

## Politique et administration

### Administration municipale
La population de la commune étant comprise entre 100 et 499 habitants au recensement de 2017, onze conseillers municipaux ont été élus en 2020,.

### Liste des maires

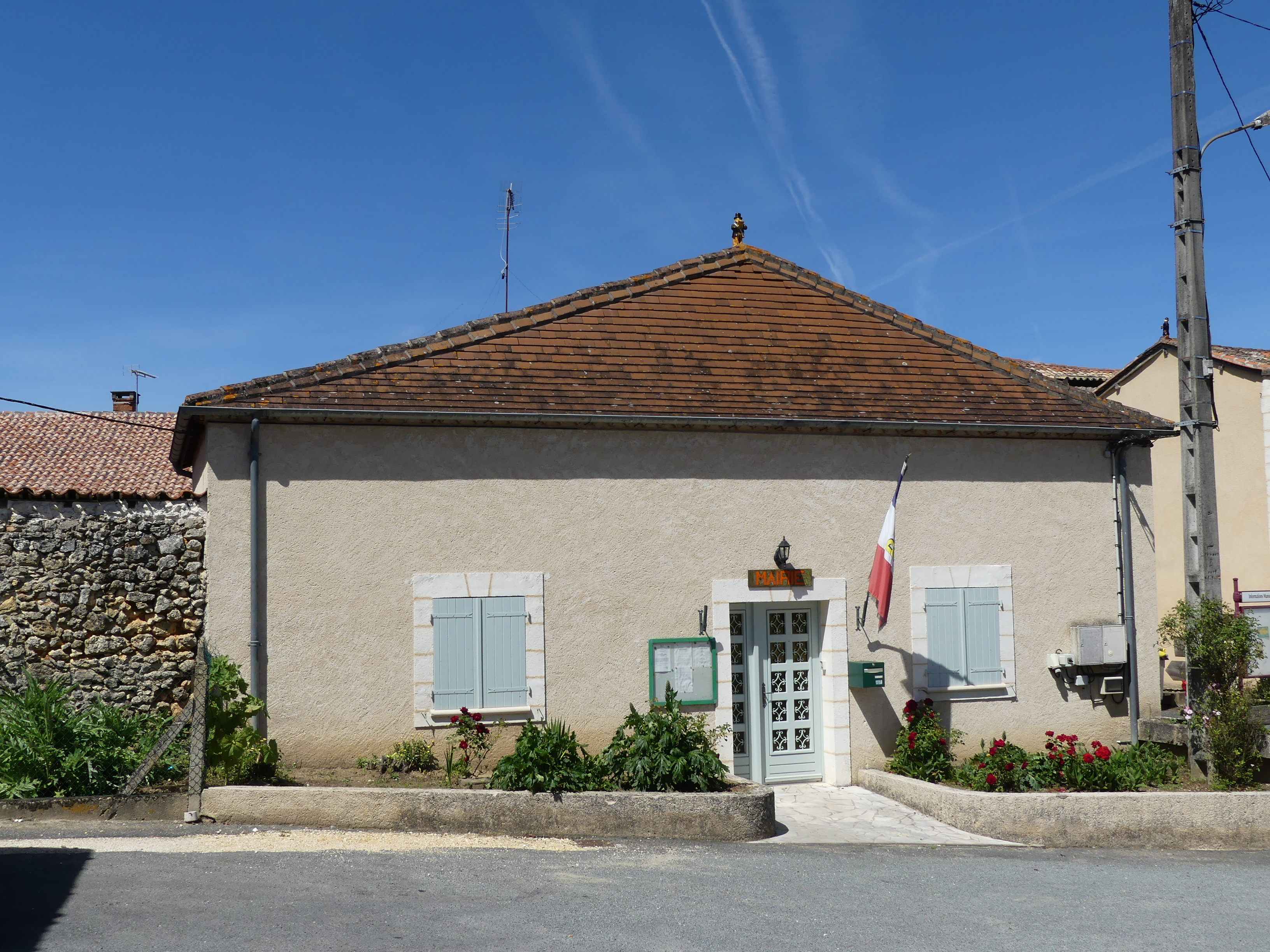
La mairie.

| Période                                  | Période  | Identité            | Étiquette   | Qualité            |
| ---------------------------------------- | -------- | ------------------- | ----------- | ------------------ |
| Les données manquantes sont à compléter. |          |                     |             |                    |
|                                          |          |                     |             |                    |
| avant 1981                               | ?        | Léopold Laforêt     |             |                    |
|                                          |          |                     |             |                    |
| 1995                                     |          | Nicolas Cornuault   |             |                    |
| mars 2001                                | mai 2020 | Jean-Charles Marie  | SE puis DVD | Militaire retraité |
| mai 2020                                 | En cours | Daniel Villesuzanne |             |                    |

## Équipements et services publics

### Justice
Dans le domaine judiciaire, Beauronne relève : 
- du tribunal judiciaire, du tribunal pour enfants, du conseil de prud'hommes et du tribunal de commerce de Périgueux ;
- du pôle Nationalité du tribunal judiciaire de Périgueux (compétent uniquement dans le domaine de la nationalité) ;
- de la cour d'appel, du tribunal administratif et de la  cour administrative d'appel de Bordeaux.

## Population et société

### Démographie
Les habitants de Beauronne se nomment les Beauronnais.
L'évolution du nombre d'habitants est connue à travers les recensements de la population effectués dans la commune depuis 1793. Pour les communes de moins de 10 000 habitants, une enquête de recensement portant sur toute la population est réalisée tous les cinq ans, les populations de référence des années intermédiaires étant quant à elles estimées par interpolation ou extrapolation. Pour la commune, le premier recensement exhaustif entrant dans le cadre du nouveau dispositif a été réalisé en 2005.

En 2022, la commune comptait 372 habitants, en évolution de +1,09 % par rapport à 2016 (Dordogne : +0,37 %, France hors Mayotte : +2,11 %).
| 1793 | 1800 | 1806 | 1821 | 1831 | 1836 | 1841 | 1846 | 1851 |
| ---- | ---- | ---- | ---- | ---- | ---- | ---- | ---- | ---- |
| 679  | 625  | 696  | 626  | 836  | 824  | 826  | 850  | 810  |

| 1856 | 1861 | 1866 | 1872 | 1876 | 1881 | 1886 | 1891 | 1896 |
| ---- | ---- | ---- | ---- | ---- | ---- | ---- | ---- | ---- |
| 825  | 795  | 814  | 786  | 787  | 777  | 738  | 720  | 703  |

| 1901 | 1906 | 1911 | 1921 | 1926 | 1931 | 1936 | 1946 | 1954 |
| ---- | ---- | ---- | ---- | ---- | ---- | ---- | ---- | ---- |
| 675  | 634  | 652  | 573  | 522  | 489  | 479  | 432  | 451  |

| 1962 | 1968 | 1975 | 1982 | 1990 | 1999 | 2005 | 2006 | 2010 |
| ---- | ---- | ---- | ---- | ---- | ---- | ---- | ---- | ---- |
| 450  | 412  | 350  | 340  | 328  | 310  | 304  | 302  | 331  |

| 2015 | 2020 | 2022 | - | - | - | - | - | - |
| ---- | ---- | ---- | - | - | - | - | - | - |
| 363  | 371  | 372  | - | - | - | - | - | - |

### Manifestations culturelles et festivités
Marché des potiers lors d'un week-end en août (21e édition en 2024).

## Économie

### Emploi
En 2015, parmi la population communale comprise entre 15 et 64 ans, les actifs représentent 162 personnes, soit 44,6 % de la population municipale. Le nombre de chômeurs (trente-six) a augmenté par rapport à 2010 (vingt-deux) et le taux de chômage de cette population active s'établit à 22,2 %.

### Établissements
Au 31 décembre 2015, la commune compte trente-huit établissements, dont vingt au niveau des commerces, transports ou services, six dans la construction, six dans l'industrie, quatre dans l'agriculture, la sylviculture ou la pêche, et deux relatifs au secteur administratif, à l'enseignement, à la santé ou à l'action sociale.

## Culture locale et patrimoine

### Lieux et monuments
- Église Notre-Dame-de-la-Nativité, romane du XIIe siècle remaniée. Elle est inscrite au titre des monuments historiques depuis 1926[63].

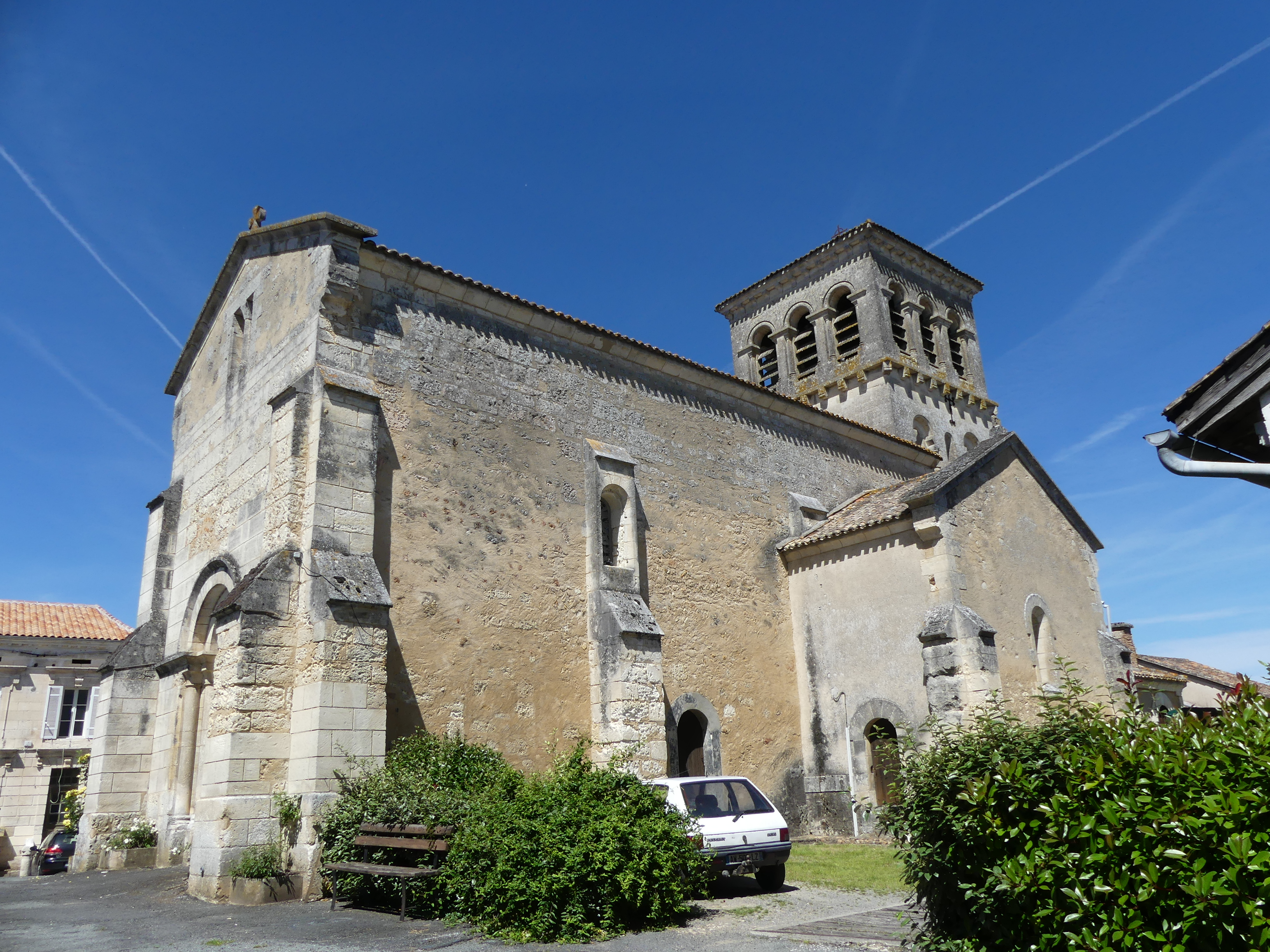
L'église Notre-Dame-de-la-Nativité.
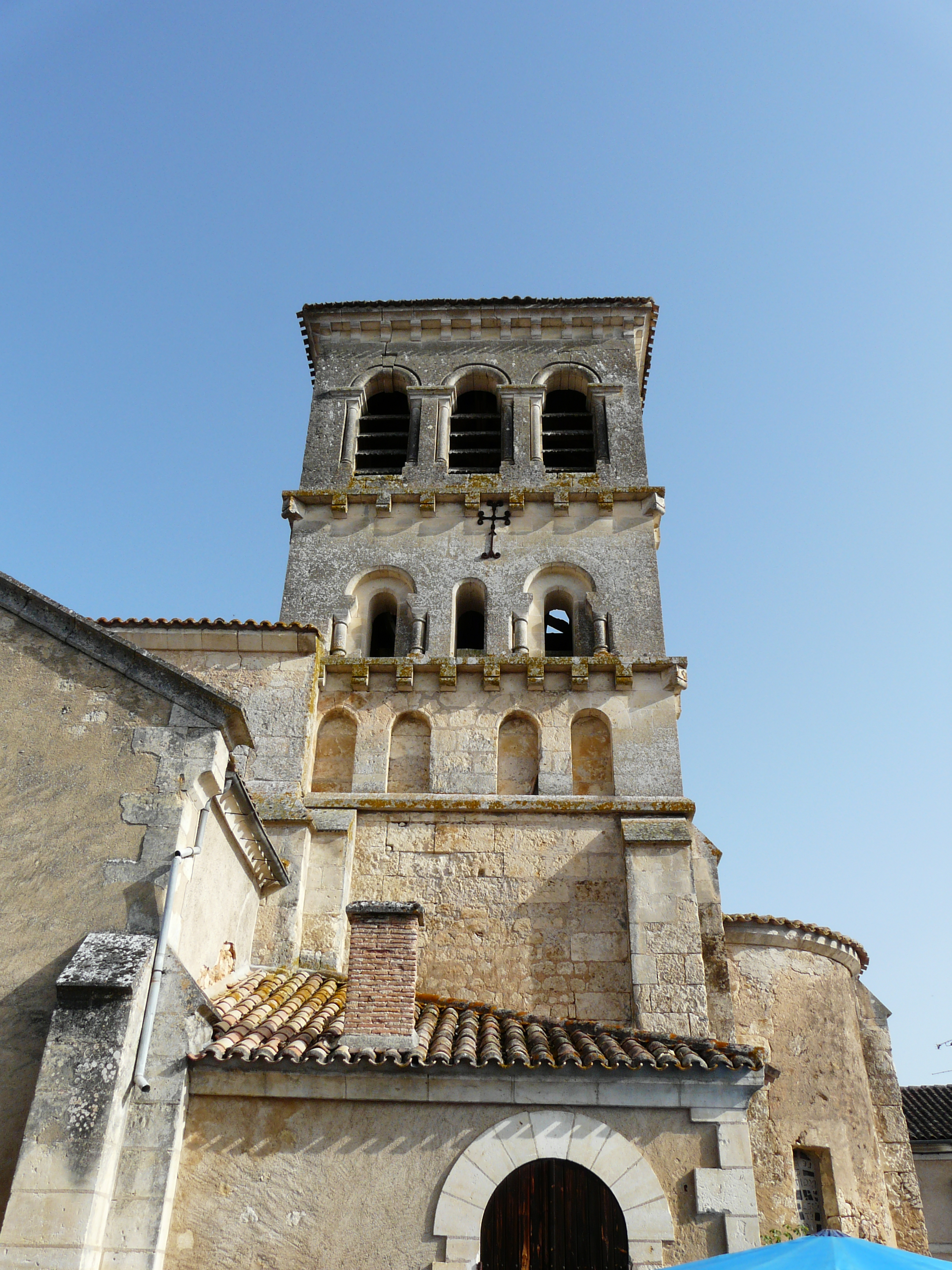
Son clocher.
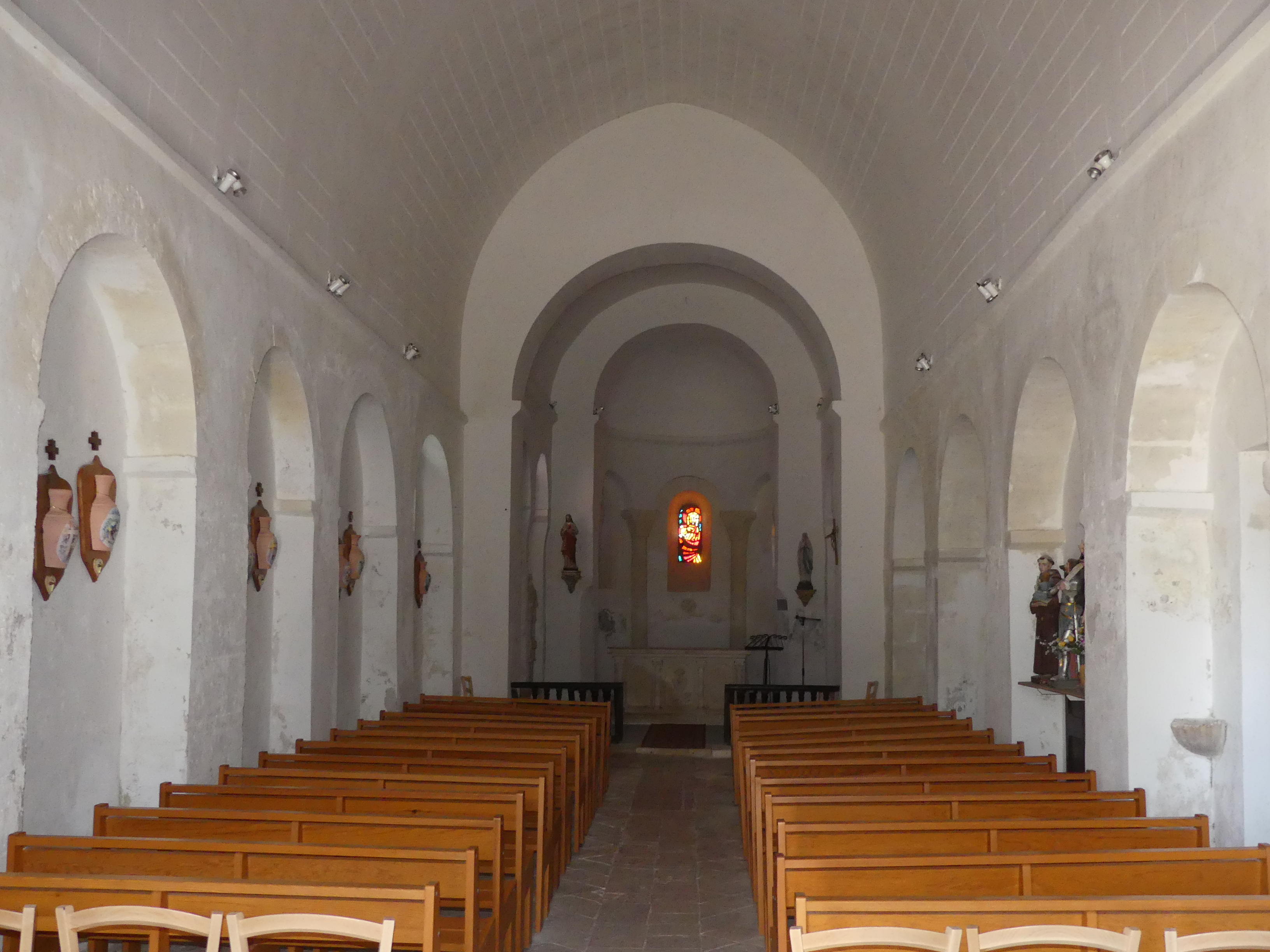
Sa nef.
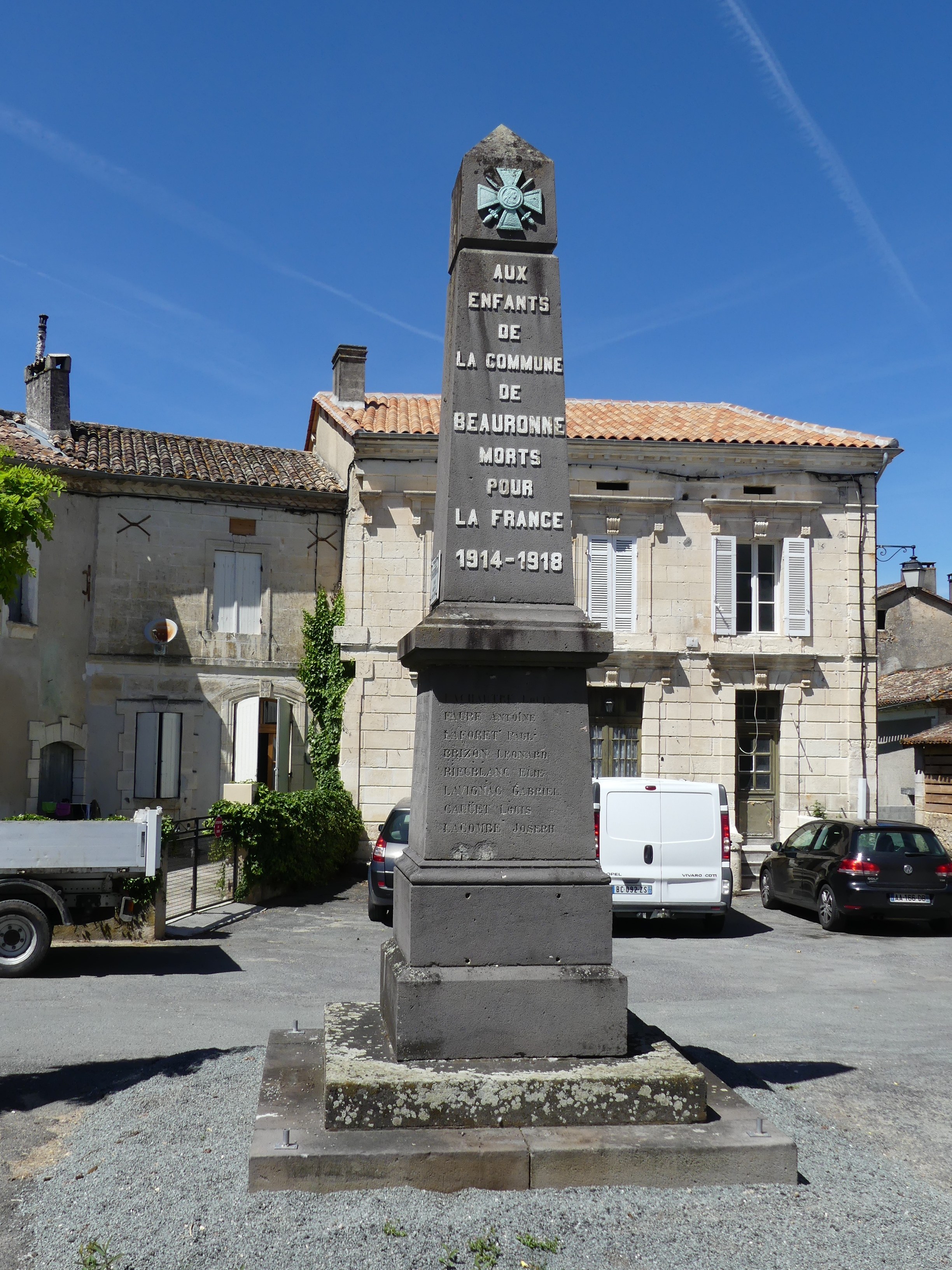
Le monument aux morts.
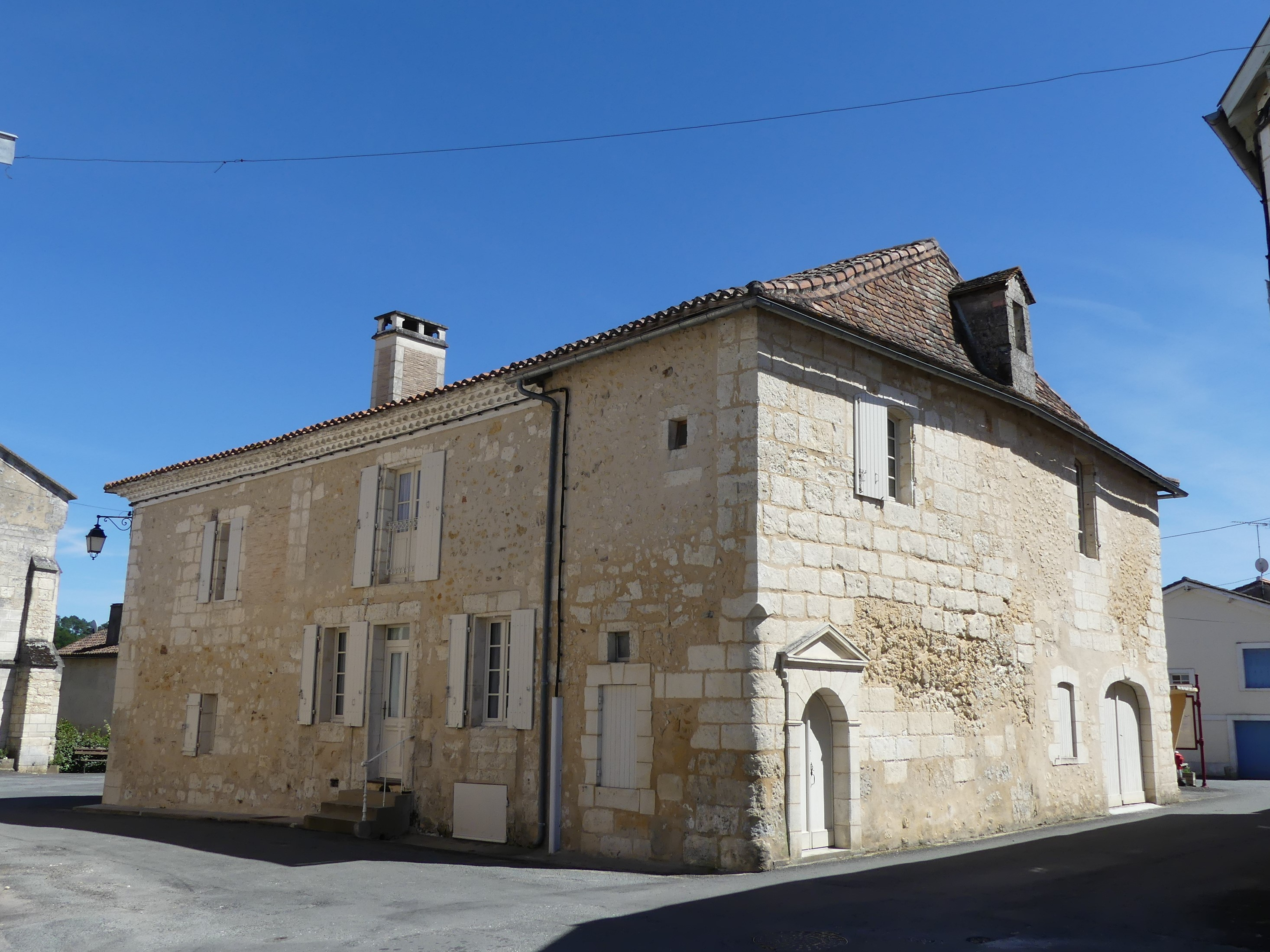
Bâtiment dans le bourg.

### Patrimoine naturel

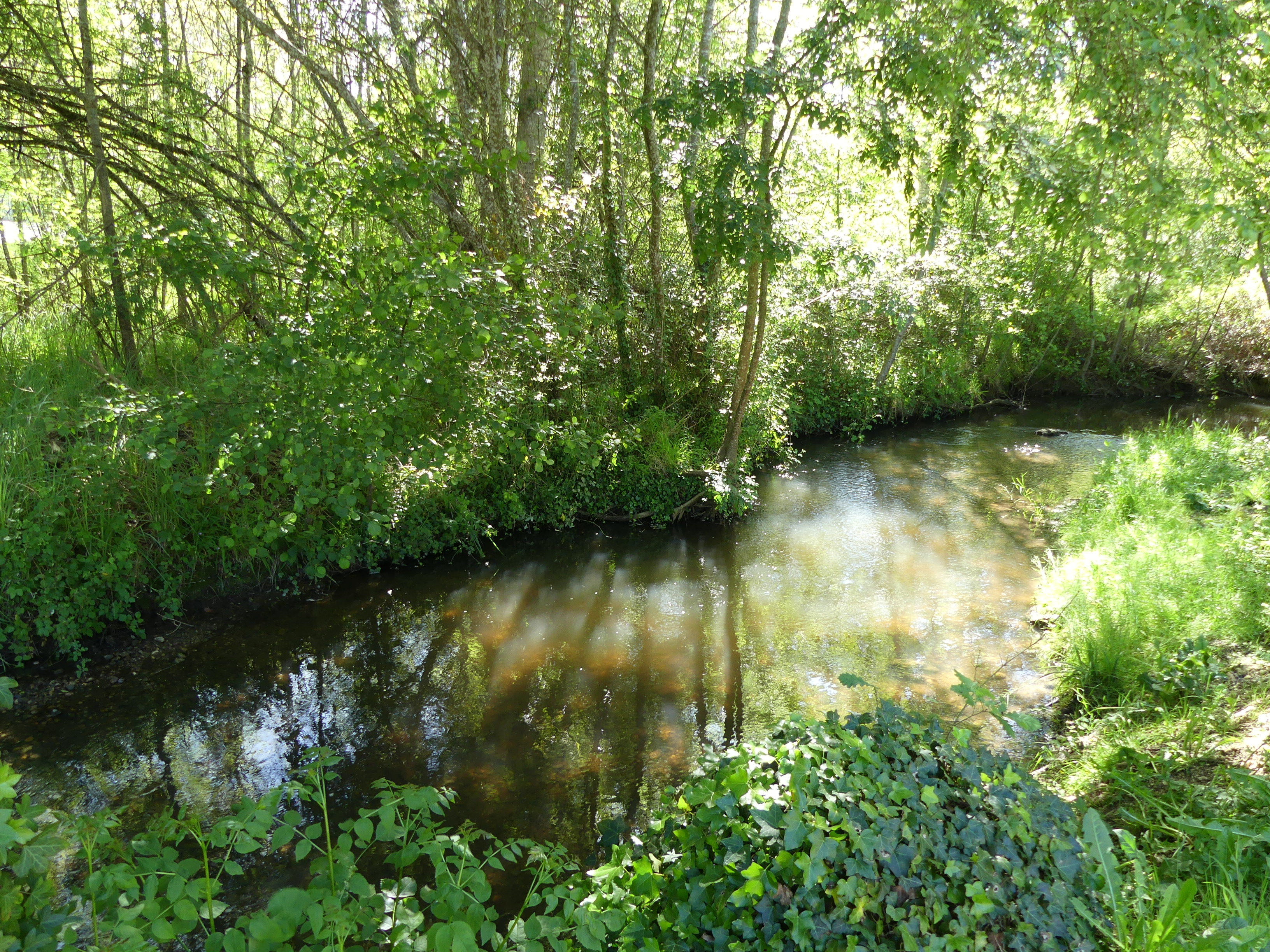
La Beauronne à Petit-Boissonnie.

Intégrée au sud-est de la forêt de la Double, la commune représente un intérêt certain pour la faune et la flore locales. Deux zones de protection y sont donc délimitées :
- la vallée de la Beauronne fait partie des vallées de la Double, considérées comme site important par le réseau Natura 2000 pour la conservation d'espèces animales européennes menacées[64]. On peut y trouver notamment la cistude d'Europe (Emis orbicularis), l'écrevisse à pattes blanches (Austropotamobius pallipes), la loutre (Lutra lutra), le vison d'Europe (Mustela lutreola), le chabot commun (Cottus gobio) ou encore la lamproie de Planer (Lampetra planeri)[64].
- sur une importante partie boisée au nord-est du territoire communal, une zone naturelle d'intérêt écologique, faunistique et floristique (ZNIEFF) de type II : la Double orientale[65],[66].

## Pour approfondir